# Qualificazioni all'UEFA Futsal Championship 1999
Nelle qualificazioni all'UEFA Futsal Championship 1999 si presentano 24 formazioni per sette posti disponibili. Le formazioni vennero divise in 7 gironi, la prima si qualificava alla fase finale.

## Classifica e risultati

### Girone A
| Squadra  | Pti | G | V | N | P | GF | GS | DR  |
| -------- | --- | - | - | - | - | -- | -- | --- |
| Russia   | 6   | 2 | 2 | 0 | 0 | 31 | 0  | +31 |
| Slovenia | 3   | 2 | 1 | 0 | 1 | 9  | 9  | 0   |
| Grecia   | 0   | 2 | 0 | 0 | 2 | 2  | 33 | -31 |

| Mosca 18 dicembre 1998, ore 16:15 | Russia | 24 – 0 | Grecia | Luzhniki Sports Hall |

| Mosca 19 dicembre 1998, ore 14:00 | Slovenia | 9 – 2 | Grecia | Luzhniki Sports Hall |

| Mosca 20 dicembre 1998, ore 14:00 | Slovenia | 0 – 7 | Russia | Luzhniki Sports Hall |

### Girone B
| Squadra     | Pti | G | V | N | P | GF | GS | DR |
| ----------- | --- | - | - | - | - | -- | -- | -- |
| Belgio      | 4   | 2 | 1 | 1 | 0 | 7  | 6  | +1 |
| Azerbaigian | 2   | 2 | 0 | 2 | 0 | 4  | 4  | 0  |
| Lettonia    | 1   | 2 | 0 | 1 | 1 | 2  | 3  | -1 |

| Liegi 7 dicembre 1998, ore 20:00 | Lettonia | 0 – 0 | Azerbaigian | Salle Omnisports de Beyne-Heus |

| Liegi 8 dicembre 1998, ore 20:00 | Belgio | 3 – 2 | Lettonia | Salle Omnisports de Beyne-Heus |

| Liegi 9 dicembre 1998, ore 19:00 | Belgio | 4 – 4 | Azerbaigian | Salle Omnisports de Beyne-Heus |

### Girone C
| Squadra     | Pti | G | V | N | P | GF | GS | DR  |
| ----------- | --- | - | - | - | - | -- | -- | --- |
| Paesi Bassi | 6   | 2 | 2 | 0 | 0 | 17 | 1  | +16 |
| Finlandia   | 3   | 2 | 1 | 0 | 1 | 3  | 13 | -10 |
| Cipro       | 0   | 2 | 0 | 0 | 2 | 3  | 9  | -6  |

| Leek 14 dicembre 1998, ore 20:45 | Finlandia | 3 – 2 | Cipro | Sportcentrum |

| Leek 15 dicembre 1998, ore 20:45 | Paesi Bassi | 6 – 1 | Cipro | Sportcentrum |

| Leek 16 dicembre 1998, ore 20:45 | Paesi Bassi | 11 – 0 | Finlandia | Sportcentrum |

### Girone D
| Squadra    | Pti | G | V | N | P | GF | GS | DR |
| ---------- | --- | - | - | - | - | -- | -- | -- |
| Jugoslavia | 6   | 2 | 2 | 0 | 0 | 8  | 5  | +3 |
| Rep. Ceca  | 3   | 2 | 1 | 0 | 1 | 7  | 7  | 0  |
| Ungheria   | 0   | 2 | 0 | 0 | 2 | 5  | 8  | -3 |

| Brno 29 novembre 1998, ore 18:45 | Rep. Ceca | 4 – 3 | Ungheria | Královo Pole |

| Mladá Boleslav 30 novembre 1998, ore 17:00 | Jugoslavia | 4 – 2 | Ungheria | Autoškoda |

| Mladá Boleslav 1 dicembre 1998, ore 17:00 | Rep. Ceca | 3 – 4 | Ungheria | Autoškoda |

### Girone E
| Squadra    | Pti | G | V | N | P | GF | GS | DR  |
| ---------- | --- | - | - | - | - | -- | -- | --- |
| Croazia    | 7   | 3 | 2 | 1 | 0 | 22 | 9  | +13 |
| Polonia    | 5   | 3 | 1 | 2 | 0 | 23 | 15 | +8  |
| Andorra    | 4   | 3 | 1 | 1 | 1 | 10 | 9  | +1  |
| Slovacchia | 0   | 3 | 0 | 0 | 3 | 10 | 32 | -22 |

| Ragusa 18 novembre 1998, ore 17:30 | Polonia | 13 – 5 | Slovacchia | Sports Hall |

| Ragusa 18 novembre 1998, ore 20:00 | Croazia | 2 – 1 | Andorra | Sports Hall |

| Ragusa 19 novembre 1998, ore 18:00 | Andorra | 6 – 4 | Slovacchia | Sports Hall |

| Ragusa 19 novembre 1998, ore 20:00 | Croazia | 7 – 7 | Polonia | Sports Hall |

| Ragusa 21 novembre 1998, ore 18:00 | Andorra | 3 – 3 | Polonia | Sports Hall |

| Ragusa 21 novembre 1998, ore 20:00 | Croazia | 13 – 1 | Slovacchia | Sports Hall |

### Girone F
| Squadra     | Pti | G | V | N | P | GF | GS | DR  |
| ----------- | --- | - | - | - | - | -- | -- | --- |
| Italia      | 9   | 3 | 3 | 0 | 0 | 18 | 4  | +14 |
| Georgia     | 6   | 3 | 2 | 0 | 1 | 15 | 13 | +2  |
| Bielorussia | 3   | 3 | 1 | 0 | 2 | 12 | 14 | -2  |
| Francia     | 0   | 3 | 0 | 0 | 3 | 8  | 22 | -14 |

| Reggio Calabria 7 novembre 1998, ore 15:30 | Bielorussia | 2 – 5 | Italia | PalaCalafiore |

| Reggio Calabria 7 novembre 1998, ore 18:00 | Francia | 4 – 8 | Georgia | PalaCalafiore |

| Reggio Calabria 8 novembre 1998, ore 16:00 | Bielorussia | 6 – 4 | Francia | PalaCalafiore |

| Reggio Calabria 8 novembre 1998, ore 18:00 | Italia | 5 – 2 | Georgia | PalaCalafiore |

| Reggio Calabria 10 novembre 1998, ore 16:00 | Bielorussia | 4 – 5 | Georgia | PalaCalafiore |

| Reggio Calabria 10 novembre 1998, ore 18:00 | Italia | 8 – 0 | Francia | PalaCalafiore |

### Girone G
| Squadra              | Pti | G | V | N | P | GF | GS | DR  |
| -------------------- | --- | - | - | - | - | -- | -- | --- |
| Portogallo           | 9   | 3 | 3 | 0 | 0 | 15 | 3  | +12 |
| Ucraina              | 6   | 3 | 2 | 0 | 1 | 11 | 3  | +8  |
| Bosnia ed Erzegovina | 3   | 3 | 1 | 0 | 2 | 6  | 10 | -4  |
| Israele              | 0   | 3 | 0 | 0 | 3 | 3  | 19 | -16 |

| Figueira da Foz 5 dicembre 1998, ore 12:00 | Portogallo | 2 – 1 | Ucraina | Pavilhão Figueirense |

| Figueira da Foz 5 dicembre 1998, ore 17:45 | Israele | 1 – 5 | Bosnia ed Erzegovina | Pavilhão Figueirense |

| Figueira da Foz 6 dicembre 1998, ore 12:00 | Portogallo | 8 – 1 | Israele | Pavilhão Figueirense |

| Figueira da Foz 6 dicembre 1998, ore 17:30 | Ucraina | 4 – 0 | Bosnia ed Erzegovina | Pavilhão Figueirense |

| Figueira da Foz 8 dicembre 1998, ore 15:00 | Portogallo | 5 – 1 | Bosnia ed Erzegovina | Pavilhão Figueirense |

| Figueira da Foz 8 dicembre 1998, ore 17:30 | Ucraina | 6 – 1 | Israele | Pavilhão Figueirense |